# 錫布利特雷爾鎮區 (北達科他州巴恩斯縣)
錫布利特雷爾鎮區（英語：Sibley Trail Township）是位於美國北達科他州巴恩斯縣的一個鎮區。

## 地方資料
錫布利特雷爾鎮區的面積為93.66平方千米，當中陸地面積為87.94平方千米，而水域面積為5.72平方千米。根據2010年美國人口普查的數據，當地共有人口92人，而人口密度為每平方千米0.98人。